# Niedersachsen (1934)
Pour les autres navires du même nom, voir Niedersachsen (navire).
Le Niedersachsen était un mouilleur de mines de la Kriegsmarine, durant la Seconde Guerre mondiale. Renfloué par les Allemands après l'armistice italien en septembre 1943 il est transformé en mouilleur de mines. Il est coulé en février 1944.

## Cargo
C'est le navire de charge néerlandais Dora, lancé en 1934 du chantier naval Burmeister & Wain de Copenhague pour la compagnie maritime danoise Vesterhavet Dampskibsselskabet d'Esbjerg.
Il devient français en 1936 sous le nom de Guyane pour la Compagnie générale transatlantique (CGT). Étant au port de Marseille le 4 décembre 1942 il est réquisitionné par la marine allemande dans le cadre de l' Accord Laval-Kaufmann avec le régime de Vichy.
Il est remis à l'Italie et prend le nom de Acqui. Le 9 septembre 1943, au lendemain de l'annonce de l'armistice italien, le navire se trouve à La Spezia et il est sabordé.

## Mouilleur de mines
L' Acqui est aussitôt renfloué par la Kriegsmarine et reconverti en mouilleur de mines. Il entre en service le 12 décembre 1943 sous le nom de Nierdersachsen après avoir reçu son armement.
Accompagné de deux anciens torpilleurs italiens TA 23 et TA 24 il mouille un champ de mines au nord de la Corse dans la nuit du 22 au 23 décembre 1943. Entre le 9 et 19 janvier 1944 il en mouille aussi au large de Impéria, de l'Île d'Elbe et de Nettuno.
Le 8 février 1944, en compagnie du transport Chisone ils sont attaqués par les sous-marins britanniques HMS Ultor et HMS Tumulte entre Hyères et Saint-Raphael puis disparaissent. Une semaine plus tard, le 15 février, il est coulé par torpilles par le HMS Ultor devant Toulon. Douze hommes de son équipage ont été tués.

## Aujourd'hui
C'est une épave très prisée par les plongeurs techniques en recycleur. L'épave du Niedersachsen gît par 108 m de fond ce qui la rend peu accessible. le photographe sous-marin Alexandre Hache lui a consacré un article en mai 2021 sur le magazine Plongez! où l'on y découvre ses canons et son mat couché.

## Note et référence
- (de) Cet article est partiellement ou en totalité issu de l’article de Wikipédia en allemand intitulé « Niedersachsen (Schiff) » (voir la liste des auteurs).

1. ↑  HMS Ultor (P53) sur site uboat.net
2. ↑  Alexandre HACHE, « Trilogie Varoise », Magazine Plongez! n°33,‎ mai 2021 (lire en ligne)